# Store Blåkilde
Store Blåkilde är en källa i Danmark. Den ligger i Region Nordjylland, 200 km nordväst om Köpenhamn. Store Blåkilde ligger 23 meter över havet. Källan avvattnar till Villestrup Å.
Närmaste större samhälle är Støvring, 13 km norr om Blåkilde. Omgivningarna runt Store Blåkilde är en mosaik av jordbruksmark och naturlig växtlighet.